# Kazım Kıvılcım
A. Kazım Kıvılcım (* 1876 in Kemah, Osmanisches Reich; † 6. Mai 1951 in Istanbul) war ein türkischer Brigadegeneral des Heeres (Türk Kara Kuvvetleri).

## Leben
Kıvılcım absolvierte nach dem Schulbildung eine Ausbildung zum Offizier an der Heeresschule (Kara Harp Okulu), die er 1895 als Leutnant (Teğmen) abschloss. Danach fand er Verwendung in Einheiten der Infanterie und absolvierte bereits 1898 eine Ausbildung an der Heeresakademie (Kara Harp Akademisi), die er als Stabshauptmann (Kurmay Yüzbaşı) abschloss. In der Folgezeit war er in zahlreichen Einheiten des Heeres eingesetzt.
Nach dem Befreiungskrieg wurde er 1924 zum Brigadegeneral (Tuğgeneral) befördert und zunächst Befehlshaber der 9. Division, ehe er am 26. Juli 1926 Leiter der Generaldirektion für Kartografie (Harita Genel Müdürlüğü) wurde und diesen Posten bis zum 2. September 1928 bekleidete. Anschließend war er Mitglied des Obersten Militärberufungsgerichts (Yüksek Askerî Temyiz) und später Befehlshaber der 23. Division. Am 28. September 1931 wurde er auf eigenen Wunsch in den vorzeitigen Ruhestand versetzt.
Nach seinem Tode wurde Kıvılcım auf dem Edirnekapı-Friedhof (Edirnekapı Mezarlığı) von Istanbul beigesetzt.